# Caccobius fuliginosus
Caccobius fuliginosus là một loài bọ cánh cứng trong họ Bọ hung (Scarabaeidae).